# Луций Понтий Аквила
Вижте пояснителната страница за други личности с името Понтий.
Луций Понтий Аквила (на латински: Lucius Pontius Aquila; * 83 пр.н.е.; † 21 април 43 пр.н.е.) е политик на Римската република и един от заговорниците при убийството на Гай Юлий Цезар.
Произлиза от gens Понтии от Сутриум  (днес Сутри) в Лацио.
Вероятно през 45 пр.н.е. той е народен трибун и единствено той като републиканец не иска да се изправи, когато победоносеца Цезар минава по време на своето триумфално шествие.
Цезар не могъл да му прости и Аквила се присъединява към заговорниците, които убиват диктатора на Мартенските иди 44 пр.н.е.
След това служи като легат при Децим Юний Брут Албин в Цизалпийска Галия.
Той побеждава Тит Мунаций Планк Бурса и го прогонва от Поленция.
На 21 април 43 пр.н.е. е убит в битката при Мутина.
Луций Понтий Аквила е приятел на Цицерон, който действа да му се постави почетна статуя.